# Ages
Ages is het vierde soloalbum van Edgar Froese. De eerste drie lieten een geluid horend dat enigszins afweek van de albums van zijn band Tangerine Dream. Froese zelf experimenteerde meer. Ages past echter in de traditie van de albums die Tangerine Dream toen uitbracht. De albums van de band haalden nog regelmatig de Britse album top 50, maar dit album haalde het niet. Op zijn latere album Beyond the storm verklaarde Froese deels de malaise rond dit album. New Music Express sabelde het album neer als een narcistische poging van Froese. Ze vonden het album het een erg "gewoon" album binnen alle "gewone" albums. Froese was het in 1995 met hun eens, maar zag in bijvoorbeeld Metropolis en enkele andere nummers nog wel lichtpuntjes.
Op een aantal tracks wordt het slagwerk deels verzorgd door Klaus Krüger, die destijds ook in Tangerine Dream speelde. Het album is opgedragen aan vrouw Monique en zoon Jerome. Die laatste kwam jaren na dit album de band van zijn vader versterken. Het album is opgenomen in de Amber Studio in Berlijn.
In juli 1997 verscheen Ages voor het eerst op compact disc, terwijl andere albums al 10 jaar eerder waren omgezet. Om het op één schijfje te krijgen werd de laatste track niet meegeperst. In 2004 bracht Froese het album zelf opnieuw uit, toen werd Children’s deeper study weggelaten en Metropolis (zie hierboven) flink ingekort. 

## Musici
- Edgar Froese - gitaar, synthesizers, elektronica
- Klaus Krüger – slagwerk

## Muziek
| Nr. | Titel                                                 | Duur  |
| --- | ----------------------------------------------------- | ----- |
| 1.  | Metropolis (geïnspireerd door de film van Fritz Lang) | 11:12 |
| 2.  | Era of the slaves                                     | 8:11  |

| Nr. | Titel               | Duur  |
| --- | ------------------- | ----- |
| 1.  | Tropic of Capricorn | 20:46 |

| Nr. | Titel                                    | Duur |
| --- | ---------------------------------------- | ---- |
| 1.  | Nights of automatic women                | 9:10 |
| 2.  | Icarus                                   | 9:14 |
| 3.  | Childrens deeper study (niet op cd-2004) | 4:30 |

| Nr. | Titel                                            | Duur |
| --- | ------------------------------------------------ | ---- |
| 1.  | Ode to granny A.                                 | 4:47 |
| 2.  | Pizarro and Atahualipa                           | 7:32 |
| 3.  | Golgatha and the circle closes (niet op cd-1997) | 8:30 |